# Cuenca del río Quilimarí
La cuenca del río Quilimarí es el espacio natural de la cuenca hidrográfica exorreica costera de régimen pluvial del río Quilimarí ubicada en la Región de Coquimbo y que la Dirección General de Aguas enlista en el ítem 049 del inventario BNA de cuencas de Chile.
A partir de los años 70 se ha ampliado el concepto de cuenca hasta entender, ya en los primeros años del siglo XXI, una cuenca hidrográfica en lo que respecta a su definición espacial y funcional, como la unidad geopolítica y socioeconómica más apropiada y racional para el desarrollo integrado de los recursos de tierras y aguas asociados a la vegetación y en conjunto con los usuarios de nivel local y regional.: 17 : 4 

## Límites y relieve

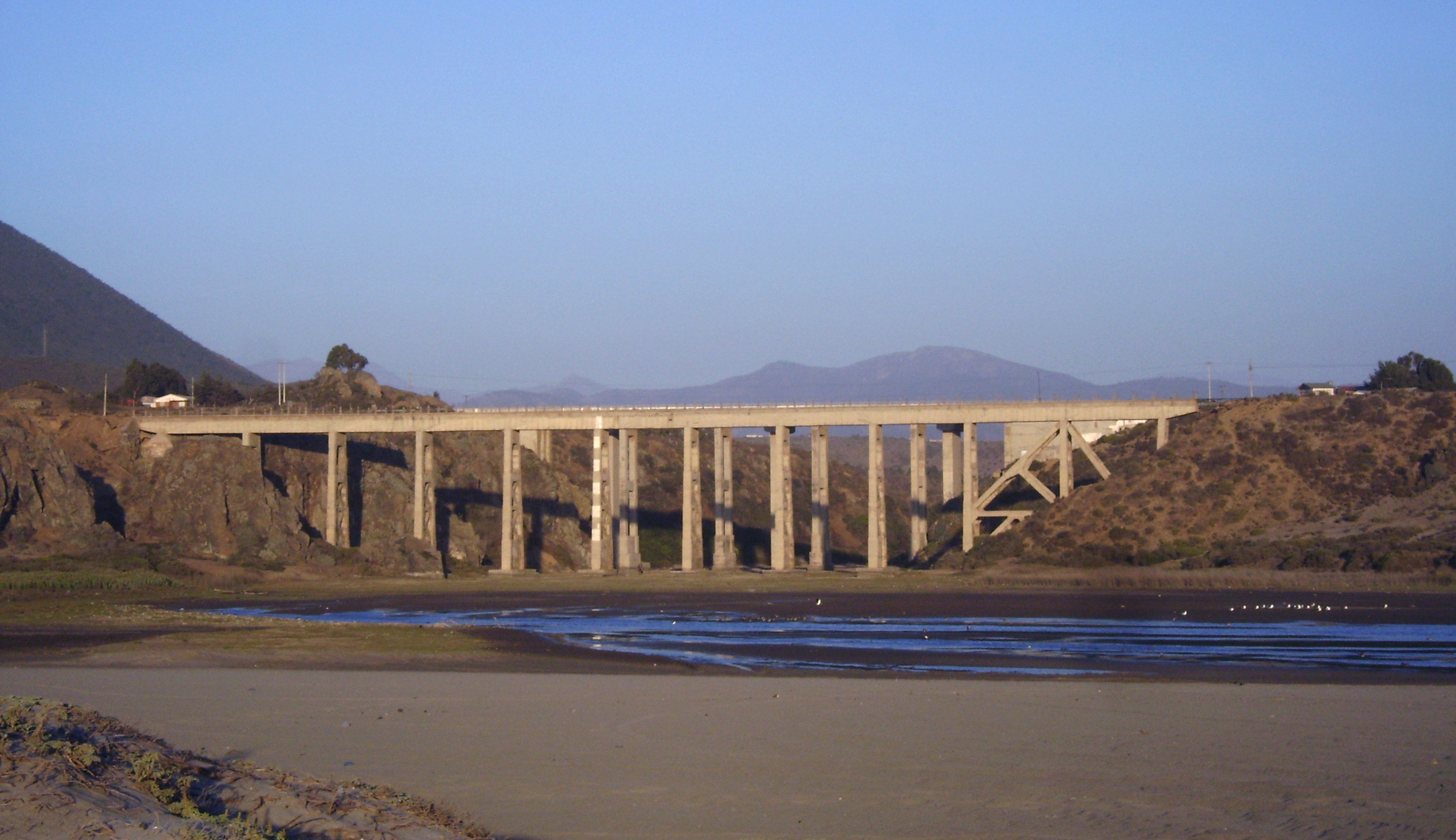
Puente sobre el río Quilimarí.

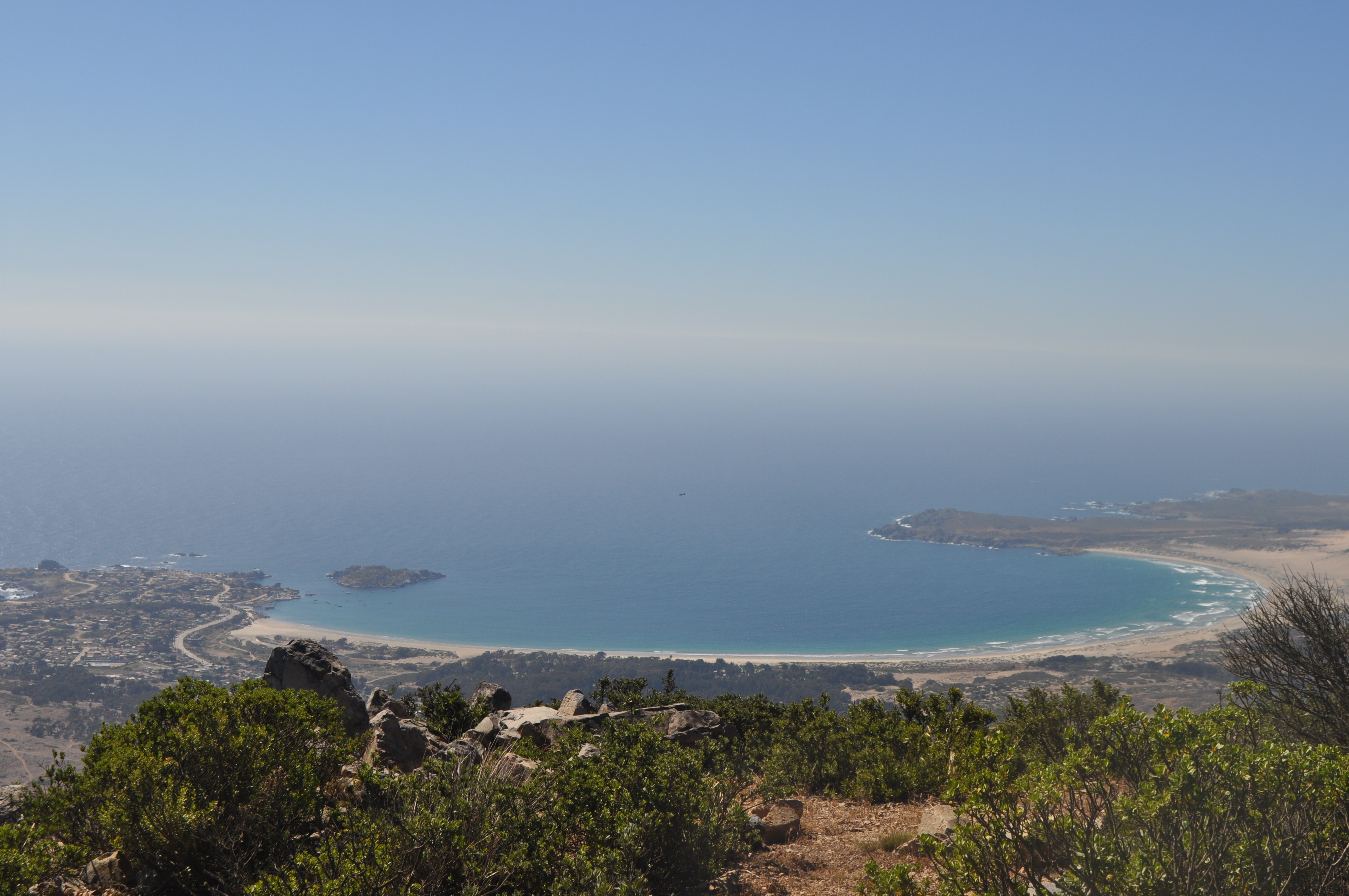
Cerro Santa Inés (vista hacia el noroeste).

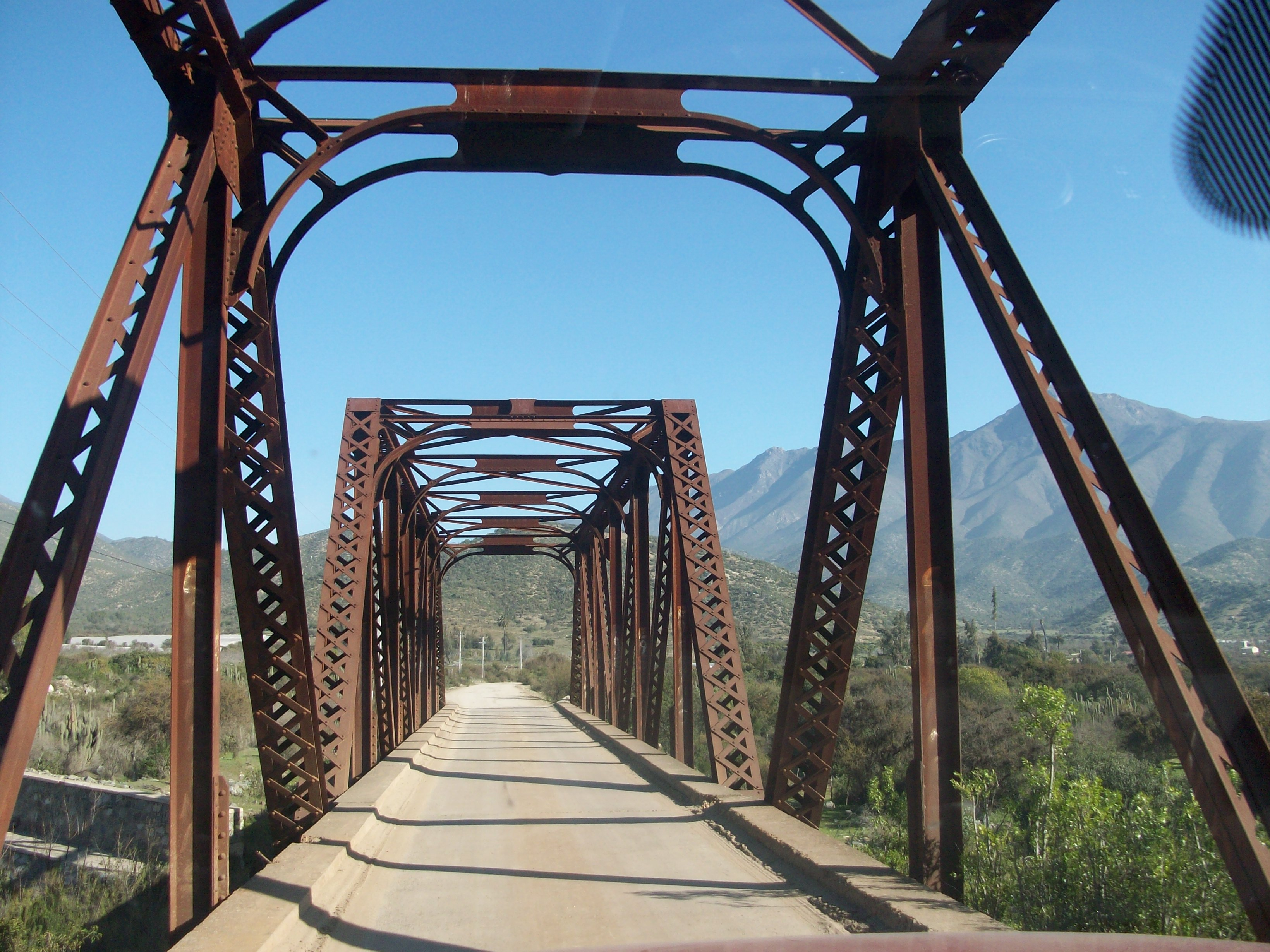
Puente Tilama, Ruta D-37-e, Región de Coquimbo.

Drena una hoya de 728 km² y desemboca en el océano Pacífico junto al balneario Pichidangui. Limita al norte con la cuenca del estero Pupío y al sur limita con la cuenca del estero Huaquen y del río Petorca, la cual también lo envuelve por el costado este. Su longitud es de aproximadamente 50 km en que fluye con una pendiente promedio de 4,36%: III-13 
La "región del complejo montañoso andino-costero" o valles transversales, donde se ubica la hoya del río Quilimarí, son estribaciones andinas que alcanzan la cordillera de la Costa e interrumpen la depresión intermedia de Chile formando a su vez las cuencas de los ríos Elqui, Limarí, Choapa, Quilimarí, Petorca, La Ligua y finalmente la cuenca del río Aconcagua.: 39-  Se trata de una región caracterizada por estos valles transversales que van de este a oeste y que han sido formados por las corrientes de agua que bajan de la cordillera de Los Andes.: 12  A medida que se viaja hacia el sur, aumentan las precipitaciones y disminuyen las distancias entre los grandes ríos: entre el Copiapó y el Huasco hay 145 km, entre el Huasco y el Elqui 165 km, entre el Elqui y el Limarí 60 km, 90 km del Limarí al Choapa y del Choapa al Petorca - La Ligua y estos últimos solo 60 km del río Aconcagua.: 16 

## Población
El sistema de información y monitoreo de biodiversidad del Ministerio del Medio Ambiente de Chile señala la siguiente distribución de la superficie de la cuenca entre las comunas (el porcentaje es de la cuenca):
| Región     | Provincia | Comuna    | Hectáreas  | Porcentaje |
| ---------- | --------- | --------- | ---------- | ---------- |
| Valparaíso |           |           | 183,725    | 0,235%     |
|            | Petorca   |           | 183,725    | 0,235%     |
|            |           | La Ligua  | 123,036    | 0,157%     |
|            |           | Petorca   | 60,689     | < 0,1%     |
| Coquimbo   |           |           | 78.126,807 | 99,726%    |
|            | Choapa    |           | 78.126,807 | 99,726%    |
|            |           | Los Vilos | 78.126,807 | 99,726%    |

En la cuenca se encuentran las ciudades y poblados como Quilimarí, Pichidangui, Tilama, Guangalí y otros.

## Subdivisiones
La Dirección General de Aguas subdivide o reúne las cuencas de Chile acorde a las necesidades de estudio y gestión. Existen dos inventarios que han logrado ser aceptados como principales, el inventario de cuencas del Banco Nacional de Aguas (BNA) de 1978, de mayor uso, y el inventario de cuencas del Departamento de Administración de Recursos Hídricos (DARH) de 2014 de mejor cartografía que ha obligado a redefinir algunos límites, a veces con cambios mayores, pero también por algunas redefiniciones del concepto de subcuenca.
Bajo el BNA el código del ítem es 049 y con el DARH es 0409.
La subdivisión del BNA es como sigue:
| Cuenca                   | Subcuenca | Subsubcuenca | Aguas                                                           | Área drenaje km² | Observaciones |
| ------------------------ | --------- | ------------ | --------------------------------------------------------------- | ---------------- | ------------- |
| 049 Río Quilimarí (mapa) |           |              |                                                                 |                  |               |
| 049                      | 0490      | 04900        | Río Quilimari hasta muro Embalse Culimo                         | 229              |               |
| 049                      | 0490      | 04901        | Río Quilimari entre muro Embalse Culimo y Bajo Cajon Ingienillo | 195              |               |
| 049                      | 0490      | 04902        | Río Quilimari Entre Cajon Ingienillo y Desembocadura            | 359              |               |
| total:                   | 1         | 3            | Región: IV (100%) / Tipo: Exorreica / Desemb.: O. Pacífico      | 783              |               |

La disposición de cuencas en el inventario DARH es la siguiente:
| Código     | Nombre                                                      | Código en mapa       | Tipología de cuenca  | Vertiente de cuenca  | Origen de cuenca     | Temperatura media anual (C°) | Temperatura máxima (C°) | Temperatura mínima (C°) | Precipitación anual (mm) | Número de estaciones fluviométricas | Número de estaciones pluviométricas | Área (km²)           |
| ---------- | ----------------------------------------------------------- | -------------------- | -------------------- | -------------------- | -------------------- | ---------------------------- | ----------------------- | ----------------------- | ------------------------ | ----------------------------------- | ----------------------------------- | -------------------- |
| 0409       | Cuenca Río Quilimarí                                        | Cuenca Río Quilimarí | Cuenca Río Quilimarí | Cuenca Río Quilimarí | Cuenca Río Quilimarí | Cuenca Río Quilimarí         | Cuenca Río Quilimarí    | Cuenca Río Quilimarí    | Cuenca Río Quilimarí     | Cuenca Río Quilimarí                | Cuenca Río Quilimarí                | Cuenca Río Quilimarí |
| 040900     | Embalse Culimo                                              | 0                    | Exorreica            | Pacífico             | Pluvial              | 12.5                         | 24.5                    | 2.6                     | 276.3                    | 0                                   | 2                                   | 223.7                |
| 04090100   | Río Quilimarí entre muro Embalse Culimo hasta Desembocadura | 78                   | Exorreica            | Pacífico             | Pluvial              | 15.1                         | 26.2                    | 5.7                     | 270.0                    | 3                                   | 4                                   | 296.6                |
| 0409010000 | Quebrada Infiernillo                                        | 79                   | Exorreica            | Pacífico             | Pluvial              | 13.3                         | 24.7                    | 3.7                     | 270.8                    | 0                                   | 1                                   | 144.7                |
| 0409010001 | Quebrada Maqui                                              | 80                   | Exorreica            | Pacífico             | Pluvial              | 15.0                         | 25.8                    | 5.6                     | 264.1                    | 0                                   | 1                                   | 108.5                |

## Hidrología

### Red hidrográfica
Los cuerpos de agua considerados en esta categoría son:

### Caudales y régimen
Tiene un régimen pluvial con las lluvias de invierno (mayo a septiembre) y gracias a la regulación del embalse Culimo no tiene crecidas de importancia.: 8 
Bajo la cuenca se encuentra el acuífero homónimo con un área de 742 km² que ha sido parcelado en 9 SHACs: Aguas Arriba Embalse Culimo, El Ajial, El Llano, Guangualí, Infiernillo, Los Cóndores, Los Maquis, Pangalillo, Quilimarí.: 22 

### Desaladoras
Existe un plan para la instalación de 23 desaladoras en la costa de la Región de Coquimbo. En el caso de la cuenca de Quilimarí, específicamente en la caleta de pescadores aledaña al estero Chigualoco ya está funcionando una planta desalinizadora de inversión $50 millones y una capacidad de producción de 5 mil litros diarios de agua potable.: 53 
En Puerto Punta Chungo de la comuna Los Vilos, la minera Los Pelambres proyecta instalar una planta desalinizadora de osmosis inversa de capacidad de producción de 400 l/s de agua para uso industrial y minero y un sistema de impulsión-conducción entre la estación de bombeo ubicada en las instalaciones industriales de Minera Los Pelambres en Puerto Punta Chungo y la estación de recirculación El Mauro (RCA 0016 19 de febrero 20184).: 53 

### Otras fuentes de agua
Se estudia la utilización de atrapanieblas, captación de aguas lluvias y el tratamiento de aguas servidas.: 53 

### Humedales
La página web del Ministerio del Medio Ambiente no consigna humedales reconocidos de tipo alguno.

### Glaciares
El inventario público de glaciares de Chile 2022 no consigna glaciares en esta cuenca.

## Obras hidráulicas
- Embalse Culimo

## Balance hídrico

Brecha hídrica en 25 importantes cuencas de Chile.

Para tener una aproximación a nivel de cuenca (casos locales no están reflejados) del consumo comparado con la disponibilidad de agua, se define como:
Siguiendo intrincadas definiciones del consumo y la demanda que consideran aguas superficiales, subterráneas, flujos mínimos de sustentabilidad, y consumos que no son devueltos al cauce original, todo ello según normas de organizaciones internacionales, se han clasificado los resultados en cuatro casos:: 29 
- Brecha hídrica alta, se consume más del 40% del agua disponible: existe fuerte demanda del recurso hídrico que requiere regular su uso para no afectar el desarrollo económico.
- Brecha hídrica media, se consume entre el 20% y el 40% del agua disponible: existe presión sobre el recurso hídrico que debe ser ordenada, establecer prioridades, optimizar su uso y proteger los ecosistemas.
- Brecha hídrica moderada, se consume entre 10% y 20% del agua disponible: la disponibilidad del elemento esta condicionando el desarrollo económico.
- Brecha hídrica baja, se consume entre 0% y 10% del agua disponible: No se conocen presiones importantes sobre el recurso hídrico.

Aplicada esta clasificación a la cuenca del río Quilimarí, el estudio estima una brecha hídrica alta con un uso del 52% del agua disponible.: 80 

## Clima

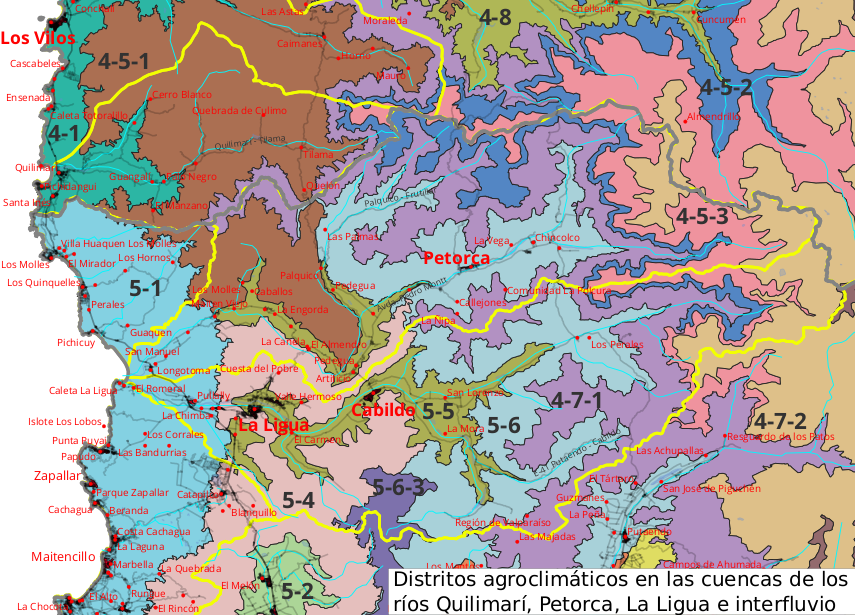
Distritos agroclimáticos en las cuencas de los ríos Quilimarí, Petorca, La Ligua e interfluvio. En amarillo los límites de las cuencas, en gris fino los caminos, en gris grueso los límites regionales. El límite sur de la cuenca del río Quilimarí coincide con el límite Regional Coquimbo-Valparaíso.

El Atlas agroclimático de Chile distingue 5 distritos agroclimáticos en la cuenca:
- 4-1  Estepa con influencia marina con régimen de humedad árido (BSnAr). La temperatura oscila entre un máximo de enero de 23,4 °C y un mínimo de julio de 7,4 °C. En todo el año no tiene heladas. El periodo de temperaturas favorables a la actividad vegetativa dura 12 meses. Registra anualmente 1.505 días grado y 128 horas de frío acumuladas hasta el 31 de julio. La precipitación media anual es de 209 mm y un periodo seco de 10 meses, con un déficit hídrico de 1.056 mm/año. El período húmedo dura 0 meses durante los cuales se produce un excedente hídrico de 0 mm.
- 4-5-1  Estepa con influencia marina con régimen de humedad árido (BSnAr).. La temperatura oscila entre un máximo de enero de 27,1 °C y un mínimo de julio de 6,9 °C. Tiene un promedio de 345 días consecutivos libres de heladas. En el año se registra un promedio de 1 helada. El período de temperaturas favorables a la actividad vegetativa dura 12 meses. Registra anualmente 1.948 días grado y 141 horas de frío acumuladas hasta el 31 de julio. La precipitación media anual es de 240 mm y un período seco de 10 meses, con un déficit hídrico de 1.216 mm/año. El período húmedo dura 0 meses durante los cuales se produce un excedente hídrico de 0 mm.
- 4-7-1  Templado cálido supratermal con régimen de humedad semiárido (Csb2Sa).. La temperatura oscila entre un máximo de enero de 27,5 °C y un mínimo de julio de 3,3 °C. Tiene un promedio de 191 días consecutivos libres de heladas. En el año se registra un promedio de 25 heladas. El período de temperaturas favorables a la actividad vegetativa dura 9 meses. Registra anualmente 1.387 días grado y 968 horas de frío acumuladas hasta el 31 de julio. La precipitación media anual es de 652 mm y un período seco de 7 meses, con un déficit hídrico de 1.098 mm/año. El período húmedo dura 4 meses durante los cuales se produce un excedente hídrico de 183 mm.
- 4-5-2  Estepa interior con régimen de humedad híper árido (BSHa). La temperatura oscila entre un máximo de enero de 27,2 °C y un mínimo de julio de 3,2 °C. Tiene un promedio de 200 días consecutivos libres de heladas. En el año se registra un promedio de 25 heladas. El período de temperaturas favorables a la actividad vegetativa dura 11 meses. Registra anualmente 1.618 días grado y 756 horas de frío acumuladas hasta el 31 de julio. La precipitación media anual es de 210 mm y un período seco de 11 meses, con un déficit hídrico de 1.680 mm/año. El período húmedo dura 0 meses durante los cuales se produce un excedente hídrico de 0 mm.
- 4-5-3  Estepa de altura fría con régimen de humedad árido (BSkAr). La temperatura oscila entre un máximo de enero de 17,8 °C y un mínimo de julio de -1,4 °C. Tiene un promedio de 0 días consecutivos libres de heladas. En el año se registra un promedio de 166 heladas. El período de temperaturas favorables a la actividad vegetativa dura 3 meses. Registra anualmente 421 días grado y 1.661 horas de frío acumuladas hasta el 31 de julio. La precipitación media anual es de 225 mm y un período seco de 10 meses, con un déficit hídrico de 1.492 mm/año. El período húmedo dura 0 meses durante los cuales se produce un excedente hídrico de 0 mm.

Diagrama Walter Lieth de la localidad de Huentelauquén, 50 km al norte de la desembocadura del Quilimarí.

Los diagramas Walter Lieth muestran con un área azul los periodos en que las precipitaciones sobrepasan la cantidad de agua que el calor del sol evapora en el mismo lapso de tiempo, (un promedio de 10 °C mensuales evaporan 20 mm de agua caída) dejando un clima húmedo. Por el contrario, las zonas amarillas indican que durante ese tiempo el agua caída puede ser evaporada por el calor del sol. El área gris señala meses muy húmedos.

## Áreas bajo protección oficial y conservación de la biodiversidad
El Ministerio del medio Ambiente registra tres espacios protegidos dentro de la cuenca, el santuario de la naturaleza Área de Palma Chilena de Monte Aranda, el santuario de la naturaleza Cerro Santa Inés y el santuario de la naturaleza Quebrada Llau Llau.
En su cuenca superior se encuentra el monumento nacional puente metálico Tilama. La estación Tilama está ubicada en la cuenca. 
La desembocadura del río (613 hectáreas) es considerada un sitio prioritario para la protección del medio ambiente en la estrategia regional de biodiversidad con el código SP2-028.